# Elie Samaha
Elie Samaha (in arabo: إيلي سماحة) (Zahle, 10 maggio 1955) è un imprenditore e produttore cinematografico libanese.

## Biografia

### Carriera
Dal 1998 al 2003, Samaha prestava parte alle produzioni dei film attraverso il suo personale studio cinematografico Franchise Pictures. Dopo aver finanziato Battlefield Earth, la compagnia d'investimento tedesca Intertainment AG intentò una causa contro la Franchise, con l'accusa d'aver defraudato e falsato capitale per oltre 75 milioni di dollari, oltre che gonfiare i bilanci delle attività per nascondere le enormi manovre di truffa. La compagnia europea vinse la causa, ottenendo 121,7 milioni di dollari di risarcimento, causando l'entrata in bancarotta irreversibile della Franchise.
Nel giugno 2003 fu annunciato che Samaha avrebbe prodotto insieme alla Franchise Pictures, un film di Sylvester Stallone intitolato Rampart Scandal, ispirato allo scandalo di corruzione che colpì il Los Angeles Police Department negli anni '90 che avrebbe trattato in modo particolare le uccisioni di Tupac Shakur e Notorious B.I.G. seguendo la pista del triangolo polizia corrotta-bande di strada-rap. Una prima bozza fu scritta da Mikko Allane, per poi essere rivista da Stallone. Il regista italoamericano avrebbe dovuto prestarsi anche come protagonista, interpretando l'agente di polizia Russell Poole, incaricato delle indagini su ambedue le uccisioni.
Tra le prime idee per il cast artistico c'era il produttore musicale Suge Knight, il quale era stato contattato da Stallone per immedesimarsi nel ruolo di stesso. Le riprese erano previste per iniziare a settembre dello stesso anno, per un'uscita cinematografica nel 2004.     La realizzazione stava per concretizzarsi e c'erano le intenzioni più serie da parte dei produttori, ma il film non decollò mai realmente e ciò che ne scaturì dall'idea originale fu l'uscita, alcuni anni dopo, di un film su The Notorious B.I.G.. 

### Vita privata
Fu sposato con Diane Shammas dal 1980 al 1988; a questo fece seguito un secondo matrimonio con l'attrice Tia Carrere, che durò dal 1992 al 2000.
Elie è inoltre fondatore della catena di lavaggi a secco "Celebrity Cleaners", di cui era anche in parte possedente, mentre è comproprietario del locale notturno Roxbury di Los Angeles.

## Filmografia parziale
- Impatto devastante (Hollow Point), regia di Sidney J. Furie (1996)
- Uno sconosciuto in casa (Natural Enemy), regia di Douglas Jackson (1996)
- Scelte pericolose (The Maker), regia di Tim Hunter (1997)
- American Perfekt, regia di Paul Chart (1997)
- Top of the World, regia di Sidney J. Furie (1997)
- Break Up - Punto di rottura (Break Up), regia di Paul Marcus (1998)
- Giorni di fuoco (Sweepers), regia di Keoni Waxman (1998)
- In fuga col malloppo (Free Money), regia di Yves Simoneau (1998)
- The Confession, regia di David Jones (1998)
- Analisi di un delitto (A Murder of Crows), regia di Rowdy Herrington (1999)
- The Boondock Saints - Giustizia finale (The Boondock Saints), regia di Troy Duffy (1999)
- The Big Kahuna, regia di John Swanbeck (1999)
- Le cose che so di lei (Things You Can Tell Just by Looking at Her), regia di Rodrigo García (2000)
- Mercy (Senza pietà) (Mercy), regia di Damian Harris (2000)
- FBI: Protezione testimoni (The Whole Nine Yards), regia di Jonathan Lynn (2000)
- Battaglia per la Terra (Battlefield Earth), regia di Roger Christian (2000)
- La vendetta di Carter (Get Carter), regia di Stephen Kay (2000)
- La promessa (The Pledge), regia di Sean Penn (2001)
- Plan B, regia di Greg Yaitanes (2001)
- Crime Shades (The Caveman's Valentine), regia di Kasi Lemmons (2001)
- Il colpo (Heist), regia di David Mamet (2001)
- La rapina (3000 Miles to Graceland), regia di Demian Lichtenstein (2001)
- Driven, regia di Renny Harlin (2001)
- Angel Eyes - Occhi d'angelo (Angel Eyes), regia di Luis Mandoki (2001)
- Plan B, regia di Greg Yaitanes (2001)
- Avenging Angelo - Vendicando Angelo (Avenging Angelo), regia di Martyn Burke (2002)
- Colpevole d'omicidio (City by the Sea), regia di Michael Caton-Jones (2002)
- Infiltrato speciale (Half Past Dead), regia di Don Michael Paul (2002)
- The Foreigner, regia di Michael Oblowitz (2003)
- Matrimonio impossibile (The In-Laws), regia di Andrew Fleming (2003)
- Alex & Emma, regia di Rob Reiner (2003)
- Spartan, regia di David Mamet (2004)
- FBI: Protezione testimoni 2 (The Whole Ten Yards), regia di Howard Deutch (2004)
- Out of Reach, regia di Po-Chih Leong (2004)
- Into The Sun, regia di mink (2005)
- Il risveglio del tuono (A Sound of Thunder), regia di Peter Hyams (2005)
- Tristano e Isotta (Tristan & Isolde), regia di Kevin Reynolds (2006)
- L'alba della libertà (Rescue Dawn), regia di Werner Herzog (2006)
- Identikit di un delitto (The Flock), regia di Andrew Lau (2007)
- Trainwreck: My Life as an Idiot, regia di Tod Harrison Williams (2007)
- Impulse - I sensi dell'inganno (Impulse), regia di Charles T. Kanganis (2008)
- 6 mogli e un papà (The Six Wives of Henry Lefay), regia di Howard Michael Gould (2009)
- Nell'ombra di un delitto (Exposed), regia di Gee Malik Linton (2016)